# نیااسب
نیااسب (نام علمی: Protohippus) نام یک سرده از تیره اسبیان است.